# 포지오 브라치올리니
잔 프란체스코 포지오 브라치올리니(Gian Francesco Poggio Bracciolini, 1380년 2월 11일 – 1459년 10월 30일)는 보통 단순히 포지오 브라치올리니라고 불리는 이탈리아의 학자이자 초기 르네상스 인문주의자이다. 그는 주로 독일, 스위스, 프랑스 수도원 도서관에서 썩고 잊혀졌던 많은 고전 라틴어 필사본을 재발견하고 복구한 것으로 유명하다. 그의 가장 유명한 발견은 루크레티우스의 유일한 현존작인 사물의 본성에 관하여, 비트루비우스의 데 아키텍투라, 마르쿠스 툴리우스 키케로의 프로 섹스토 로시오와 같은 사라진 연설문, 마르쿠스 파비우스 퀸틸리아누스의 《웅변 교육론》(Institutio Oratoria), 스타티우스의 《실바에》(Silvae), 암미아누스 마르켈리누스의 《로마사》(Res Gestae, Rerum gestarum Libri XXXI), 실리우스 이탈리쿠스의 《푸니카》(Punica)뿐만 아니라 프론티누스의 데 아쿠아에두크투, 노니우스 마르켈루스, 프로부스, 플라비우스 카페르, 에우티케스와 같은 여러 소규모 작가들의 작품이다.

## 출생 및 교육
포지오 디 구치오(나중에 브라치올리니라는 성을 추가)는 아레초 근처, 토스카나주의 테라누오바 마을에서 태어났는데, 이 마을은 1862년에 그의 영예를 기려 테라누오바 브라치올리니로 이름이 바뀌었다.
그의 아버지가 그를 피렌체로 데려가 그가 적합해 보이는 학업을 추구하게 했는데, 그는 프란체스코 페트라르카의 친구이자 후원자였던 라벤나의 서기 조반니 말파기노 밑에서 라틴어를 공부했다. 그의 뛰어난 능력과 필사본 필사가로서의 솜씨는 피렌체 주요 학자들의 조기 주목을 받게 했고, 콜루초 살루타티와 니콜로 데 니콜리 모두 그와 친구가 되었다. 그는 공증인 법을 공부했고, 21세에 피렌체 공증인 길드인 아르테 데이 주디치 에 노타이(Arte dei giudici e notai)에 입회했다.

## 경력 및 말년
1403년 10월, 살루타티와 레오나르도 브루니("레오나르도 아레티노")의 높은 추천으로 그는 바리 (도시) 주교인 란돌포 마라마르도 추기경의 비서로 일하게 되었고, 몇 달 후 그는 교황 보니파시오 9세의 교황청에 있는 교황의 사도 서신국에 합류하도록 초청받았다. 그리하여 그는 4명의 연이은 교황(1404년~1415년)을 섬기며 11년간의 격동의 시기를 시작했는데, 처음에는 문서 작성가(scriptor)로, 곧 약식 작성가(abbreviator)로 승진했고, 그 다음에는 속죄 문서 작성가(scriptor penitentiarius), 그리고 교황 문서 작성가(scriptor apostolicus)가 되었다. 마르틴 5세 치하에서 그는 교황 비서(Apostolicus Secretarius)로서 최고 직위에 올랐다. 이로써 그는 교황의 개인 시종(아마누엔시스)으로 활동하며 교황의 지시에 따라 서신을 작성하고 구술을 받아 적었으며, 교황 교서의 공식 등록은 없었지만 단순히 사본을 보존했다. 그는 뛰어난 라틴어 실력, 매우 아름다운 인쇄 서체, 그리고 가끔 피렌체와의 연락관으로서 법률 및 외교 업무에 관여하여 높이 평가받았다.
포지오는 50년간의 긴 경력 동안 총 7명의 교황을 섬겼다. 보니파시오 9세 (1389년~1404년), 교황 인노첸시오 7세 (1404년~1406년), 교황 그레고리오 12세 (1406년~1415년), 대립교황 요한 23세 (1410년~1415년), 교황 마르티노 5세 (1417년~1431년), 교황 에우제니오 4세 (1431년~1447년), 니콜라오 5세 (1447년~1455년). 그는 콘스탄츠 공의회 (1414년~1418년), 바젤 공의회 (1431년~1449년), 그리고 니콜라오 5세 (1447년) 치하에서 교황권의 최종 복원을 보았던 중요한 시기 동안 교황청에서 직책을 맡았지만, 성직자 생활(및 잠재적 부의 유혹)에는 결코 매료되지 않았다. 교황청에서의 미미한 급여에도 불구하고, 그는 평생 평신도로 남았다.
포지오의 긴 삶의 대부분은 로마 교황청과 교황이 법정을 옮겨야 했던 다른 도시들에서 그의 임무를 수행하는 데 보냈다. 비록 그는 성인 생활의 대부분을 교황청에서 보냈지만, 자신을 교황청을 위해 일하는 피렌체인으로 여겼다. 그는 피렌체와의 관계를 적극적으로 유지했으며, 그의 학식 있고 영향력 있는 피렌체 친구들, 즉 콜루초 살루타티 (1331년~1406년), 니콜로 데 니콜리 (1364년~1437년), 로렌초 데 메디치 일 베키오 (1395년~1440년), 레오나르도 브루니 (재상, 1369년~1444년), 카를로 마르수피니("카를로 아레티노", 재상, 1399년~1453년), 그리고 코시모 데 메디치 (1389년~1464년)와 끊임없이 소통했다.

### 잉글랜드에서
1417년 11월 마르틴 5세가 새 교황으로 선출된 후, 포지오는 어떤 직책도 맡지 않았지만 1418년 말에 교황청을 만토바까지 수행했다. 그러나 그곳에 도착하자마자 헨리 보퍼트 추기경, 윈체스터 주교의 초청을 받아 잉글랜드로 가기로 결정했다. 1423년에 로마로 돌아올 때까지 잉글랜드에서 보낸 5년은 그의 삶에서 가장 비생산적이고 만족스럽지 못한 시기였다.

### 피렌체에서

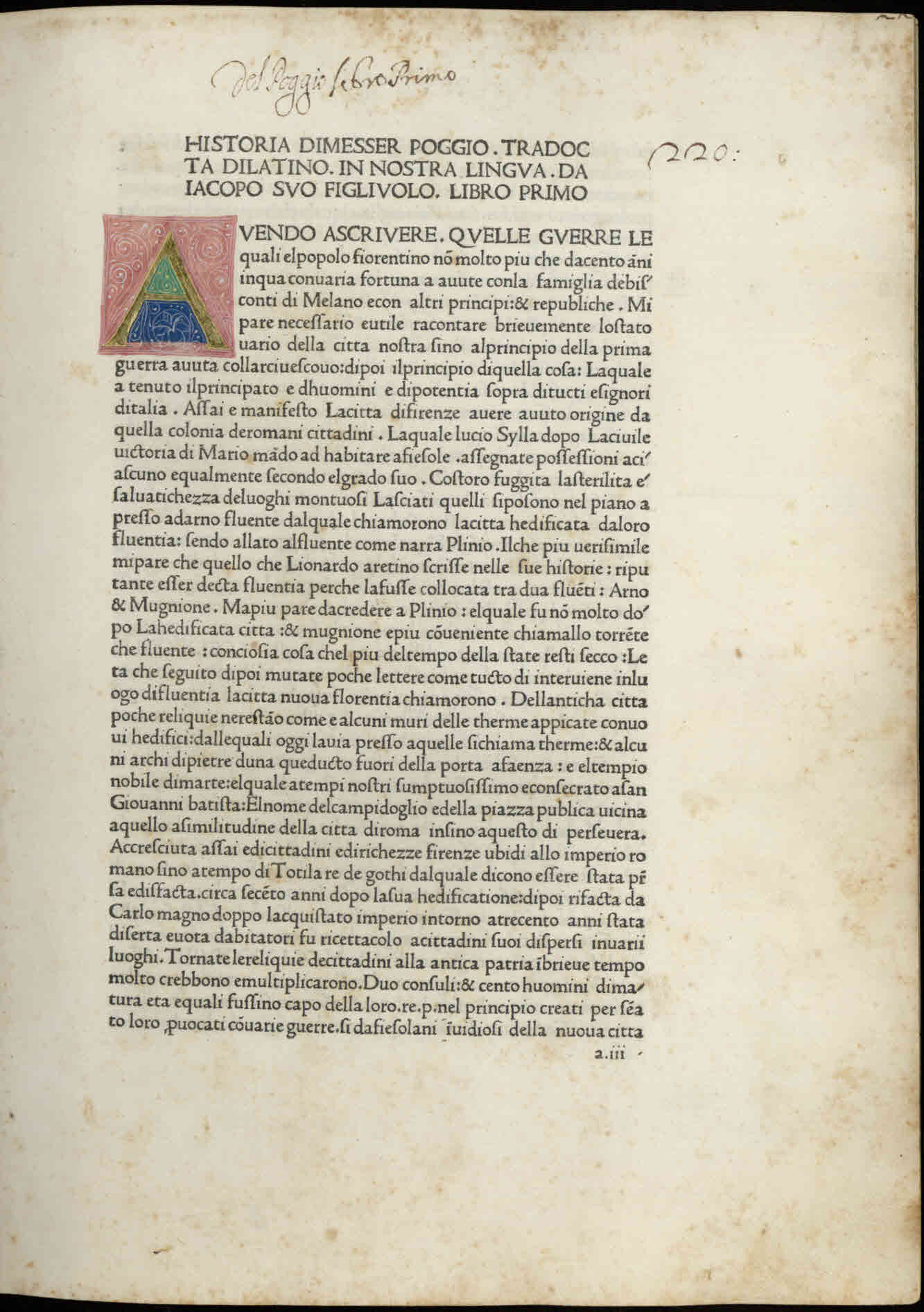
히스토리아 플로렌티나, 1478년

포지오는 1434년~1436년 동안 에우제니오 4세와 함께 피렌체에 거주했다. 1434년 티투스 리비우스 필사본 판매 수익금으로 그는 발다르노에 빌라를 지었고, 그곳을 고대 조각상 컬렉션(특히 고대 사상가와 작가들을 나타내는 일련의 흉상), 동전, 비문으로 장식했는데, 이 작품들은 그의 친구 도나텔로에게도 잘 알려져 있었다.
1435년 12월, 56세의 나이에 홀로 사는 삶의 불안정한 성격에 지친 포지오는 오랫동안 함께했던 애인과 헤어지고 그녀와 함께 낳은 14명의 자녀를 사생아로 인정하지 않았다. 그는 피렌체를 뒤져 아내를 찾았고, 18세도 안 된 귀족 가문의 소녀인 셀바지아 데이 부온델몬티와 결혼했다. 모든 친구들의 나이 차이에 대한 반대와 불길한 예언에도 불구하고, 결혼 생활은 행복했으며, 5명의 아들과 1명의 딸을 낳았다. 포지오는 자신의 결정을 정당화하기 위해 많은 장문의 편지를 썼고, 그의 유명한 대화 중 하나인 《늙은이가 결혼해야 하는가》(An seni sit uxor ducenda, 1436)를 지었다.
포지오는 1439년부터 1442년까지 피렌체 공의회 기간 동안 피렌체에 거주하기도 했다.

### 발라와의 논쟁
고대 문헌의 문헌학적 분석 전문가이자 장기간의 논쟁에 적합한 뜨거운 성격을 지닌 로렌초 발라와의 논쟁에서 포지오는 그와 필적하는 상대를 만났다. 포지오는 1452년 2월에 발라의 라틴어 언어와 문체에 관한 주요 저작인 《엘레간티아에》(Elegantiae)에 대한 전면적인 비판으로 논쟁을 시작했는데, 여기서 그는 고전의 순수한 감탄과 존경스러운 모방을 넘어선 라틴어 학식의 비판적 사용을 지지했다.
문제는 신성한 글(divinae litterae, 유대-기독교 "성경"의 성경 해석)과 관련하여 인간의 글(humanae litterae, 세속 고전 그리스어 및 라틴어 문학)에 대한 새로운 접근 방식이었다. 발라는 성경 텍스트도 고대 고전과 동일한 문헌학적 비판을 받을 수 있다고 주장했다. 포지오는 인문주의와 신학은 별개의 탐구 분야이며, 발라의 날카로운 비판(mordacitas, radical criticism)을 광기(dementia)라고 낙인찍었다.
포지오의 다섯 편의 오라티오네스 인 라우렌티움 발람(Orationes in Laurentium Vallam, 발라에 의해 인베크티바에 Invectivae로 재명명됨)은 발라의 안티도타 인 포기움(Antidota in Pogium, 1452년−1453년)에 의해 한 줄 한 줄 반박되었다. 결국 싸움꾼들은 서로의 재능을 인정하고 상호 존경을 얻었으며, 프란체스코 필렐포의 제안으로 화해하고 좋은 친구가 되었다는 점은 주목할 만하다. 포지오의 가장 광범위한 전기의 저자인 윌리엄 셰퍼드는 문학적 논쟁에서 발라의 이점을 훌륭하게 설명한다. 즉, 아이러니와 풍자의 힘(기억에 날카로운 인상을 남김) 대 지루하고 무거운 논문(빨리 잊혀짐)이다. 초기 이탈리아 인문주의자들 사이의 이러한 재치 있는 논쟁은 유명했으며, 이후 유럽에서 문학적 유행을 불러일으켰고, 예를 들어 스칼리게르와 가스파르 스키오피우스의 논쟁, 그리고 존 밀턴과 클라우디우스 살마시우스의 논쟁에서 그 여파가 나타났다.
데시데리위스 에라스뮈스는 1505년에 로렌초 발라의 《신약 성경 주해》(Adnotationes in Novum Testamentum)를 발견했는데, 이는 그가 학문적 독립을 제한하거나 방해할 수 있는 모든 학술적 얽매임에서 벗어나 성경에 대한 본문 비평을 추구하도록 고무시켰다. 이는 에라스뮈스를 네덜란드 르네상스 인문주의의 선구자로서의 지위를 확고히 하는 데 기여했다. 에라스뮈스는 서문에서, 질투심 많은 학자들, 예를 들어 포지오와 같은 학자들의 '나쁜 감정'(invidia)에 맞서 발라의 주장을 지지한다고 선언했는데, 그는 포지오를 "매우 무식해서 무례하지 않더라도 읽을 가치가 없고, 너무나 무례해서 아무리 박식하더라도 선량한 사람들에게 거부당할 만한 보잘것없는 서기"라고 불공평하게 묘사했다. (살바토레 I. 캄포레알레가 포지오-로렌초 논쟁에 대한 그의 에세이에서 인용한 내용)

### 말년과 사망
1453년 4월, 피렌체 공화국의 재상이었던 그의 절친한 친구 카를로 아레티노가 사망한 후, 코시모 데 메디치에 의해 주로 결정된 그의 후임은 포지오에게 돌아갔다. 그는 로마 교황청에서 50년간의 봉사를 그만두고 피렌체로 돌아와 이 새로운 직책을 맡기로 결심했다. 이는 콘스탄티노폴리스의 함락 소식과 때를 같이했다.

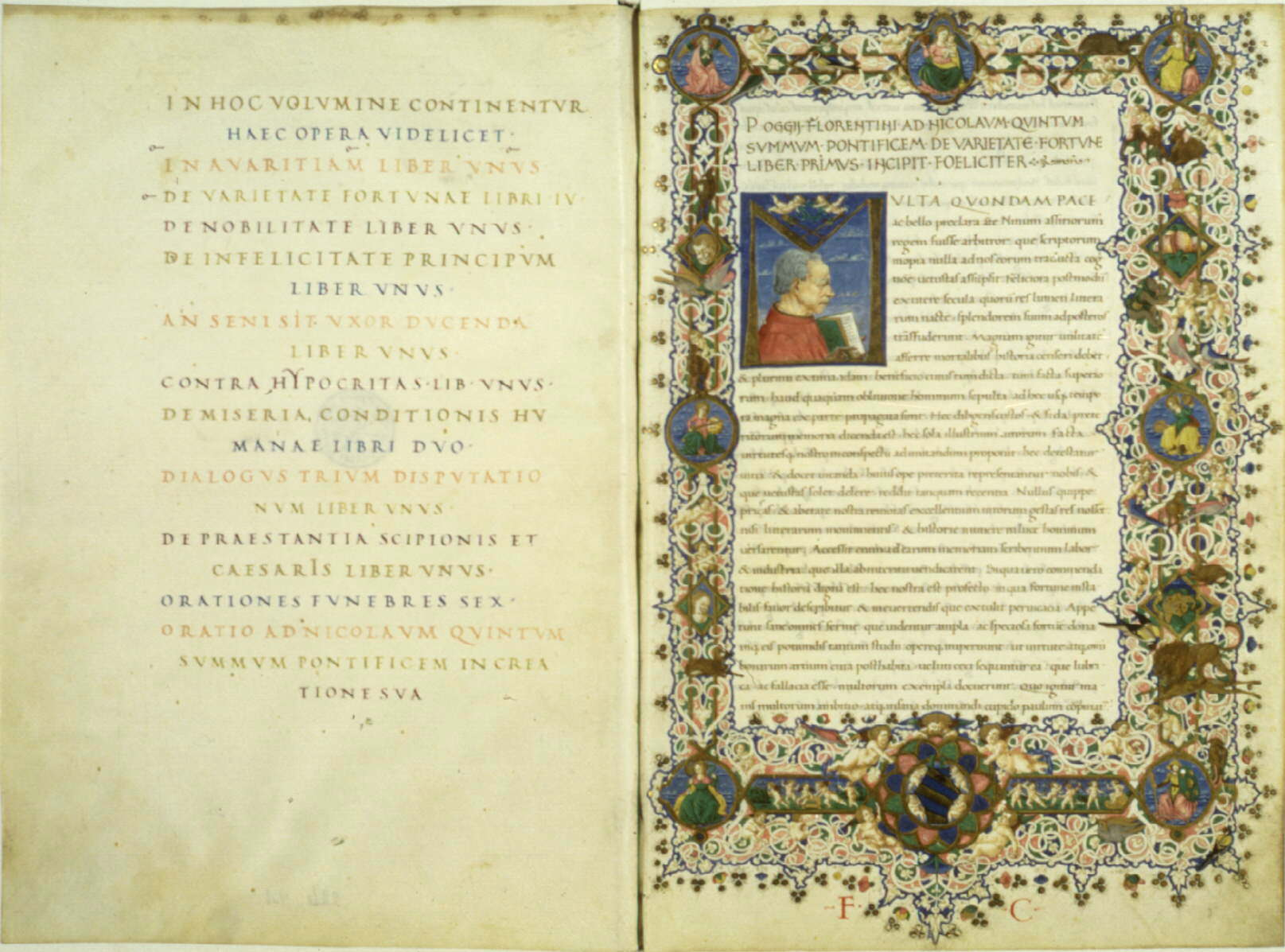
우르브. 라트. 224, 15세기

포지오의 말년은 처음에는 화려했지만 곧 지루해진 명망 있는 피렌체 직책을 수행하고, 로렌초 발라와의 격렬한 논쟁을 벌이며, 출판을 위해 그의 서신을 편집하고, 피렌체 역사를 집필하는 데 보냈다. 그는 작업의 마지막 손질을 마치기 전에 1459년에 사망했으며, 산타 크로체 교회에 묻혔다. 도나텔로의 동상과 안토니오 델 폴라이올로의 초상화가 그의 인본주의 문학에 대한 공헌으로 후세의 주목을 받을 가치가 있는 시민을 기념하기 위해 남아있다. 생전에 포지오는 피렌체 주변의 부동산을 계속 취득했으며 메디치 은행과 함께 도시 사업에 투자했다. 사망 당시 그의 총자산은 8,500 플로린이었으며, 피렌체에서는 오직 137가구만이 더 많은 자본을 소유하고 있었다. 그의 아내, 다섯 아들, 그리고 딸 모두 그보다 오래 살았다.

## 필사본 발굴
1415년 7월 이후—대립교황 요한 23세는 콘스탄츠 공의회에 의해 폐위되었고 로마의 교황 그레고리오 12세는 퇴위했다—교황 직위는 2년간 공석으로 남아 있었고, 이는 포지오에게 1416/17년에 필사본 탐색을 위한 여유 시간을 주었다. 1416년 봄(3월에서 5월 사이) 포지오는 독일 온천 도시인 바덴바덴의 온천을 방문했다. 니콜리에게 보낸 긴 편지(p. 59-68)에서 그는 루크레티우스를 발견하기 1년 전, 남녀가 거의 분리되지 않고 최소한의 옷차림으로 함께 목욕하는 "에피쿠로스" 생활 방식을 발견했다고 보고했다. "나는 바덴에 에피쿠로스 학파의 수많은 학교가 설립되어 있다는 것을 당신에게 알려주기에 충분히 말했다. 나는 이곳이 히브리인들이 쾌락의 정원이라고 부르는 최초의 인간이 창조된 곳이어야 한다고 생각한다. 만약 쾌락이 사람을 행복하게 만들 수 있다면, 이 곳은 확실히 행복 증진을 위한 모든 필수 요소를 갖추고 있다."(p. 66)
포지오는 프란체스코 페트라르카 (1304–1374)를 중심으로 한 이탈리아 인문주의자 1세대가 티투스 리비우스와 키케로의 잊혀진 걸작에 대한 관심을 되살렸고, 조반니 보카치오 (1313–1375)와 콜루초 살루타티 (1331–1406)에게서 영감을 받아 책과 글쓰기에 대한 스승들의 열정에 영향을 받았다. 포지오는 살루타티를 중심으로 형성된 시민 인문주의자 2세대에 합류했다. 레오나르도 브루니가 대중화한 "인문학" 연구(studia humanitatis), 학식(studium), 문식성(eloquentia), 박식(eruditio)을 인간의 주요 관심사로 칭송하는 데 단호했던 포지오는 고대의 잃어버린 학식을 되살리는 대신 전쟁과 교회의 논쟁에 시간을 보낸 교황과 군주들의 어리석음을 비웃었다.
새로운 인문주의 운동에서 학식 있는 이탈리아인들의 문학적 열정은 미래 르네상스와 종교 개혁의 흐름에 영향을 미칠 것이었으며, 로마 교황청의 낮은 서기직에서 사도 비서라는 특권적인 역할로 성장한 이 자수성가한 남자의 활동과 추구에서 절정을 이루었다.
그는 교황과 대립교황, 추기경과 공의회의 갈등 속에서 고전 연구의 부활에 헌신했으며, 이 모든 일에서 그는 일선 증인, 연대기 작가, 그리고 (종종 요청받지 않은) 비평가이자 조언자로서 공식적인 역할을 수행했다.
그리하여 1414년 콘스탄츠 공의회에 참석해야 했을 때, 그는 강요된 여가 시간을 활용하여 스위스와 슈바벤 수도원의 도서관들을 탐색했다. 그의 위대한 필사본 발견은 이 시기, 즉 1415년에서 1417년 사이에 이루어졌다. 라이헤나우섬, 바인가르텐 수도원, 그리고 무엇보다도 장크트갈렌에서 그가 발굴해낸 보물들은 먼지와 방치 속에서 사라졌던 많은 라틴 문학의 걸작들을 되찾아왔고, 학자들과 학생들에게 지금까지 단편적이거나 훼손된 사본으로만 접근할 수 있었던 저자들의 텍스트를 제공했다.

### 장크트갈렌
그의 서한에서 그는 장크트갈렌에서 마르쿠스 툴리우스 키케로의 프로 섹스토 로시오, 마르쿠스 파비우스 퀸틸리아누스, 스타티우스의 《실바에》(Silvae), 가이우스 발레리우스 플라쿠스의 일부, 그리고 아스코니우스 페디아누스의 주석들을 어떻게 복구했는지 설명했다. 그는 또한 실리우스 이탈리쿠스의 푸니카, 마르쿠스 마닐리우스의 아스트로노미카, 그리고 비트루비우스의 데 아키텍투라를 복구했다. 이 필사본들은 그 후에 복사되어 학자들에게 전달되었다. 그는 많은 서유럽 국가에서 이와 같은 지칠 줄 모르는 연구를 계속했다.

### 클뤼니 대수도원
1415년 클뤼니 대수도원에서 그는 이전에 부분적으로만 이용 가능했던 키케로의 완전한 대법정 연설문들을 발견했다.

### 랑그르
1417년 여름 랑그르에서 그는 키케로의 《카이키나를 위한 연설》(Oration for Caecina)과 지금까지 알려지지 않았던 키케로의 다른 9편의 연설문들을 발견했다.

### 몬테카시노
1429년 몬테카시노에서 프론티누스의 1세기 후반 작품인 고대 로마의 수로에 대한 데 아쿠아에두크투 필사본을 발견했다. 그는 또한 암미아누스 마르켈리누스의 《로마사》(Res Gestae, Rerum gestarum Libri XXXI), 노니우스 마르켈루스, 프로부스, 플라비우스 카페르, 에우티케스를 복구한 공로를 인정받았다.

### 헤르스펠트 수도원
정당한 방법으로 코덱스를 얻을 수 없으면 그는 속임수를 쓰는 것도 마다하지 않았다. 예를 들어, 그는 수도사를 매수하여 헤르스펠트 수도원 도서관에서 리비우스와 암미아누스 필사본을 빼돌렸다.

### 사물의 본성에 관하여
포지오의 가장 유명한 발견은 1417년 1월 독일 수도원(포지오가 이름을 밝히지 않았지만 아마도 풀다 수도원이었을 것)에서 발견된 당시로서는 유일하게 현존하는 루크레티우스의 《사물의 본성에 관하여》 필사본이었다. 포지오는 마르쿠스 툴리우스 키케로가 인용한 것을 기억하고 그 이름을 발견했다. 이 작품은 고대 그리스 철학자 에피쿠로스가 바라본 세계(에피쿠로스 학파 참조)를 자세히 묘사하는 7,400행의 라틴어 시로, 6권으로 나뉘어 있다.
포지오가 발견한 필사본은 현존하지 않지만, 다행히 그는 친구 니콜로 데 니콜리에게 사본을 보냈다. 니콜리는 그의 유명한 필체(니콜리가 이탤릭체를 창안했기 때문)로 필사를 했고, 이것이 당시 유통되던 50여 개 이상의 다른 사본의 모델이 되었다. 포지오는 나중에 니콜리가 14년 동안 그의 원본을 돌려주지 않았다고 불평했다. 이후 9세기 필사본 두 권인 O(코덱스 오브롱구스, 약 825년경 복사)와 Q(코덱스 콰드라투스)가 발견되어 현재 레이던 대학교에 보관되어 있다. 이 책은 1473년에 처음으로 인쇄되었다.
퓰리처상을 수상한 스티븐 그린블랫의 2011년 저서 《더 스워브: 세상이 어떻게 현대가 되었는가》(The Swerve: How the World Became Modern)는 포지오가 루크레티우스의 오래된 필사본을 발견한 이야기를 담고 있다. 그린블랫은 이 시가 르네상스, 종교 개혁, 그리고 현대 과학의 발전에 미친 후속 영향을 분석한다.

## 친구들
포지오는 평생 동안 당대 가장 중요한 학자들과 친밀한 우정을 쌓고 유지했다. 그들은 니콜로 데 니콜리 (이탤릭체의 발명가), 레오나르도 브루니("레오나르도 아레티노"), 로렌초와 코시모 데 메디치, 카를로 마르수피니("카를로 아레티노"), 과리노 베로네세, 암브로지오 트라베르사리, 프란체스코 바르바로, 프란체스코 아콜티, 펠트리노 보이아르도, 페라라 후작 리오넬로 데스테 (페라라 후작이 됨, 1441년–1450년), 그리고 고대 그리스-로마 세계의 필사본과 예술을 되찾는 데 대한 열정을 공유했던 많은 다른 이들이었다. 그의 학식 있는 친구가 니콜라오 5세 (1447년−1455년)라는 이름으로 교황에 선출되었을 때, 학자들의 보호자이자 학문의 적극적인 후원자였던 그는 1448년에 350권의 코덱스로 바티칸 도서관을 설립하여 포지오에게 큰 도움이 되었다.
이 학자들은 광범위한 서신 교환을 통해 지속적인 소통이 이루어지는 재능 있고 활기찬 학자들의 원 안에서 확장된 개인적 관계망을 유지하는 데 능숙했다.
그들은 고대 텍스트와의 활발한 재연결을 통해 이탈리아의 지적 삶의 재탄생을 이루려 노력했다. 그들의 세계관은 초기 이탈리아 르네상스의 이탈리아 인본주의를 극명하게 보여주며, 결국 서유럽 전역으로 퍼져 완전한 르네상스와 종교 개혁으로 이어져 근대 시대를 예고했다.

## 유산

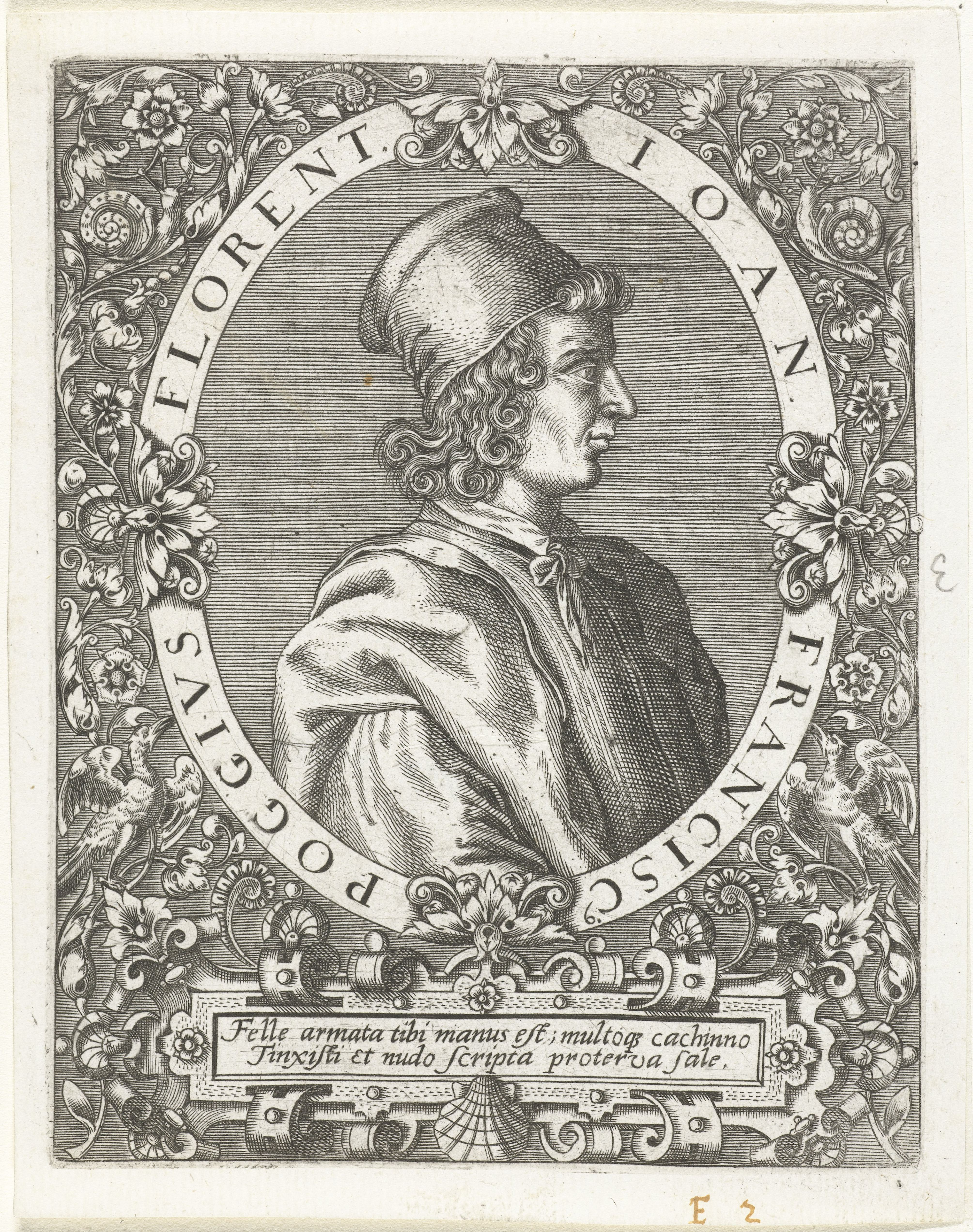
1597년 포지오 브라치올리니의 판화

### 작품
포지오는 아에네아스 실비우스 피콜로미니(나중에 교황 비오 2세가 됨)와 마찬가지로 위대한 여행가였으며, 가는 곳마다 자유로운 학문으로 훈련된 통찰력 있는 관찰력을 발휘하여 방문 국가의 풍습을 살펴보았다. 그의 글을 통해 우리는 영국과 스위스의 풍습에 대한 흥미로운 언급, 로마의 고대 유적에 대한 귀중한 기록, 그리고 그를 화형에 처한 재판관들 앞에 나타난 제로님 프라슈스키의 유독 인상적인 초상화를 접할 수 있다.
문학에서 그는 당시 연구의 전 영역을 포괄했으며, 웅변가, 수사학 논문 작가, 죽은 자의 찬미가, 살아있는 자의 열정적인 비난자, 빈정거리는 논객, 그리스어 번역가, 서한문 작가, 진지한 역사가, 그리고 파블리아우의 재치 있는 편집자로서 두각을 나타냈다.
그의 문화적/사회적/도덕적 에세이는 당시의 관심사와 가치에 관한 광범위한 주제를 다루었다.
- 《탐욕에 대하여》(De avaritia, 1428년−1429년) - 포지오의 첫 주요 작품. 구시대 전기 작가들(셰퍼드, 발저)과 역사가들은 이를 탐욕에 대한 전통적인 비난으로 보았다. 현대 역사가들은 반대로—특히 이탈리아 트레첸토와 콰트로첸토의 경제 성장을 연구하는 경우—이를 초기 자본주의의 선구적인 진술, 적어도 피렌체 형태의 자본주의로 해석하는 경향이 있다. 이는 중세 가치의 지배를 깨고 상업에서 이자와 대출의 현실을 위장하여 부의 사회적 유용성을 선언하는 것이다. 이는 부, 개인의 가치, 과시적인 소비, 귀중품 및 물건의 소유, 사회적 지위를 연결하는 새로운 시대의 목소리이며, 20세기 후반까지 인식되지 않았다.[23]
- 《노인이 결혼해야 하는가》(An seni sit uxor ducenda, 1436년);
- 《군주의 불행에 대하여》(De infelicitate principum, 1440년);
- 《귀족에 대하여》(De nobilitate, 1440년): 자수성가한 포지오는 진정한 귀족은 혈통이 아닌 덕목에 기반한다고 주장하며, 부유한 부르주아지가 선호하는 능력주의의 표현이다.
- 《운명의 변화에 대하여》(De varietate fortunae, 1447년);
- 《위선자들에 반대하여》(Contra hypocritas, 1448년);
- 《연회 역사적 논쟁》(Historia disceptativa convivialis) 3부작 (1450년):

1) 감사 표현에 대하여
2) 의학 대 법률 직업의 존엄성 (살루타티의 1398년 동일 주제 논의 《법과 의학의 고귀함에 대하여》(De Nobilitate Legum et Medicinae)의 재론): 니콜로 니콜리는 경험의 교훈에 호소하며, 법은 국가를 통합하기 위해 강자의 의지에 의해 부과되는 것이지 신이 통치자에게 준 것이나 자연의 사실이 아니라고 주장한다. 이는 전기 작가 에른스트 발저로 하여금 "포지오는 자신의 글에서 마키아벨리 이전에 마키아벨리즘을 제시한다"고 결론 내리게 했다.
3) 고전 로마에서 문어 라틴어와 구어 라틴어에 대하여; 포지오는 둘 다 동일한 언어이며, 두 가지 다른 관용어가 아니라고 결론 내린다.
- 《인간 조건의 비참함에 대하여》(De miseria humanae conditionis, 1455년), 콘스탄티노폴리스 약탈에서 영감을 받아 피렌체에서 은퇴 후 성찰한 내용.

이 모든 작품은 라틴어로 쓰여졌고—그 자신과 학식 있는 친구들 사이의 고전적인 대화 형식을 되살렸다.—페트라르카가 유행시킨 이래로 이탈리아 문인들 사이에서 높이 평가받으며 포지오를 이탈리아 전역에 유명하게 만든 소크라테스적 성찰의 장르에 속했다. 이 작품들은 포지오가 인간 지식과 지혜의 정수로서, 고대 철학자들이 "덕"과 "선"이라고 불렀던 것의 열쇠로서의 인본주의(studia humanitatis) 개념을 잘 보여준다. 따라서 이 작품들은 지리, 역사, 정치, 도덕, 사회적 측면 등 그의 시대의 지식과 세계관 그리고 "인문주의 운동"이라는 새로운 가치의 출현을 보여주는 귀중한 창이다. 이 작품들은 미묘한 논증, 통찰력 있는 논평, 탁월한 예시, 그리고 광범위한 역사적 및 현대적 참조로 가득 찬 풍부한 사실의 조각들로 채워져 있다. 포지오는 항상 다양한 문화적 관습, 예를 들어 고대 로마 관습 대 현대 관습, 또는 이탈리아인 대 영국인 사이에 객관적인 관찰과 임상적 비교를 하는 경향이 있었다. 그는 제로님 프라슈스키의 웅변과 죽음 앞에서의 불굴의 용기를 고대 철학자들과 비교했다. 추상적인 신학적 문제는 그에게 흥미가 없었고, 교회의 사회적 영향, 주로 비판과 조롱의 대상으로서의 영향에만 관심이 있었다. 《운명의 변화에 대하여》(De varietate fortunae)는 4권에 베네치아 모험가 니콜로 데 콘티의 페르시아와 인도에서의 25년간의 항해에 대한 기록을 포함하여 유명해졌는데, 이는 포르투갈 국왕 에마뉘엘 1세의 특별 명령으로 포르투갈어로 번역되었다. 이탈리아어 번역본은 포르투갈어 번역본에서 다시 번역되었다.
포지오의 《피렌체 역사》(Historia Florentina)는 1350년부터 1455년까지의 도시 역사로, 티투스 리비우스와 살루스티우스를 노골적으로 모방하여 쓰여졌으며, (그리스어로 이용 가능했지만 발라에 의해 1450–52년에 라틴어로 번역된) 투키디데스의 연설을 사용하여 결정을 설명하는 방식도 차용했다. 포지오는 1402년에 끝난 레오나르도 브루니의 《피렌체 인민의 역사》를 이어받았으며, 이는 최초의 현대사 책으로 간주된다. 포지오는 외부 사건, 주로 피렌체가 투스키아와 이탈리아 자유의 수호자였던 전쟁에 초점을 맞추었다. 그러나 포지오는 또한 "피렌체 공화국의 안전"을 보장하기 위한 피렌체의 확장 정책을 실용적으로 옹호했으며, 이는 그의 역사에서 핵심 동기가 되어 마키아벨리주의의 예고가 되었다. 우월한 세력에 굴복하는 것은 이성의 표현이 되고, 이를 조언하는 것은 지혜의 표식이 된다. 이탈리아 정세에 대한 그의 친밀하고 광범위한 경험은 그에게 강한 현실주의를 심어주었으며, 이는 그의 두 번째 《연회 역사적 논쟁》(Historia disceptativa convivialis, 1450)에서 표명된 법률에 대한 그의 견해와 일치한다. 포지오의 아름다운 수사적 산문은 그의 《피렌체 역사》를 생생한 서술로, 광범위한 움직임과 주요 인물들의 날카로운 묘사를 통해 보여주지만, 동시에 새로이 부상하는 역사적 문체의 한계를 보여주기도 한다. 이는 레오나르도 브루니, 카를로 마르수피니, 피에트로 벰보의 작품에서 "낭만적인" 측면을 유지하며 현대 역사가들의 학파(특히 1950년대 이후)가 나중에 기대하는 객관성의 무게에는 아직 도달하지 못했다.
그의 《파세티아이》(Liber Facetiarum, 1438년−1452년) 또는 파세티아이는 포지오가 구사할 수 있는 가장 순수한 라틴어로 표현된 유머러스하고 외설적인 이야기 모음집으로, 오늘날 가장 많이 즐겨 읽히는 작품이다. 이 책은 여러 영어 번역본으로 나와 있다. 이 책은 수도원 단체와 세속 성직자들에 대한 가차 없는 풍자로 특히 주목할 만하다. "세상에서 가장 나쁜 사람들은 로마에 살고, 다른 사람들보다 더 나쁜 것은 사제들이며, 사제들 중 가장 나쁜 자들을 추기경으로 만들고, 모든 추기경 중 가장 나쁜 자를 교황으로 만든다." 포지오의 책은 서유럽의 모든 국가에서 국제적으로 인기 있는 작품이 되었으며, 현대에 이르기까지 여러 판본이 나왔다.
이 외에도 포지오의 작품에는 그의 서한집인 《에피스톨라에》(Epistolae)가 포함되어 있는데, 이는 그의 놀라운 시대에 대한 가장 통찰력 있는 증거이며, 그는 사건의 연대기 작가로서의 재능, 광범위한 관심사, 그리고 가장 신랄한 비판적 감각을 마음껏 발휘했다.

### 라틴어 및 그리스어 부흥
당시 많은 인문주의자들처럼 포지오는 토착 이탈리아어를 거부하고 항상 라틴어로만 글을 썼으며, 그리스어 작품을 그 언어로 번역했다. 그의 편지들은 학식, 매력, 세부 사항, 그리고 그의 적들과 동료들에 대한 재미있는 개인적인 공격으로 가득하다. 또한 그의 글은 가장 가벼운 상상의 에세이에도 고전적인 형식을 부여한 시대의 라틴화 경향을 보여주는 것으로도 주목할 만하다.
포지오는 라틴어로 유창하고 다작의 작가였으며, 마르쿠스 툴리우스 키케로의 영향을 받은 그의 고전적인 문체로 칭송받았다. 비록 그의 모델의 우아함에는 미치지 못했지만, 당시의 기준으로 볼 때 탁월했다. 이탈리아는 중세라고 페트라르카가 명명했던 시대를 막 벗어나고 있었고, 포지오는 "그의 글을 그렇게 흥미롭게 만드는 그 자신의 시대 관습과 거래에 대한 빈번한 언급"을 해야 하는 독특한 도전에 직면해 있었다. 이는 "라틴어가 가장 심한 야만성에서 막 구출된 시기... 포지오의 글은 진정 놀랍다. 페트라르카와 콜루초 살루타티의 거친 라틴어에서는 헛되이 찾을 수 없는 우아함의 수준에 도달한다..." 고대 작가에 대한 그의 지식은 광범위했으며, 그의 취향은 모든 장르를 포괄했고, 그의 학식은 당시의 제한된 도서관이 허용하는 한도 내에서 훌륭했다. 당시 책은 극도로 희귀하고 비쌌다.
이탈리아에서 그리스어에 대한 좋은 교육은 흔치 않았고 얻기 어려웠다. 암브로지오 트라베르사리(Ambrogio Traversari)와 같은 유능한 교사는 소수였고 매우 귀하게 여겨졌다. 마누엘 크리소스콜라스는 젊은 시절 포지오에게 그리스어를 가르쳤다는 공로를 가끔 인정받았지만, 셰퍼드는 포지오가 니콜로 니콜리에게 보낸 편지를 인용하여 그가 1424년 로마에서 44세에 그리스어 공부를 시작했다고 명시한다(셰퍼드, p. 6). 포지오의 《탐욕에 대하여》(On Avarice) 대화의 서문은 그의 작업이 "그리스어에서 우리에게 이롭게 번역할 수 없었고, 내 능력이 이 글에서 얻은 것을 대중 앞에서 논하고 싶을 정도도 아니었기 때문"에 더 어려웠다고 언급한다. 결과적으로 그의 그리스어 지식은 라틴어만큼 뛰어나지 못했다. 그의 크세노폰의 《키루스의 교육》 라틴어 번역은 현대적 기준으로는 정확성 면에서 칭찬할 수 없다. 그러나 그는 이 작품을 역사 대신 "정치 로맨스"라고 명명한 최초의 비평가였다. 그는 또한 루키아노스의 《당나귀》(Ass)를 번역했는데, 이는 아풀레이우스의 라틴어 걸작인 《황금 당나귀》에 영향을 미친 것으로 간주된다.

### 인베크티바
동시대인들 사이에서 그는 가장 강력한 논쟁가 또는 검투사의 웅변가 중 한 명으로 여겨졌으며, 그의 현존하는 상당수의 작품은 그의 빈정거리는 재치와 "인베크티바"에서의 무한한 창의성을 화려하게 보여준다. 이 중 하나는 새로운 교황인 니콜라오 5세와의 오랜 우정에 힘입어 출판된 대화록인 《위선자들에 반대하여》로, 성직자들의 어리석음과 악덕에 대한 복수심에 불타는 증오심에서 비롯되었다. 이는 15세기 성직자 생활의 부패를 평생 동안 끈질기게 고발했던 또 다른 사례에 불과했다. 니콜라오 5세는 포지오에게 대립교황 펠릭스 5세를 자처했던 아메데오 8세 디 사보이아 공작에 대한 필리피카를 연설해 달라고 요청했다. 이는 공작에게 환상적인 비난, 무제한적인 욕설, 그리고 가장 극심한 저주를 퍼붓는 가차 없는 맹렬한 공격이었다.
인베크티바(Invectivae, "인베크티바")는 이탈리아 르네상스 시대에 사용된 전문적인 문학 장르로, 일반적인 단정의 경계를 넘어 상대를 모욕하고 비하하기 위한 과장된 악담의 장광설이었다. 포지오의 가장 유명한 "인베크티바"는 그가 트라페준타의 게오르기오스, 바르톨로메오 파치오, 그리고 카툴루스와 마르티알리스의 거침없는 에로티시즘에서 영감을 받은 스캔들러스한 《헤르마프로디투스》(Hermaphroditus)의 저자인 안토니오 베카델리와 같은 문학적 논쟁에서 지은 작품이었다. 포지오의 풍부한 비속한 라틴어 어휘의 모든 자원이 동원되어 그의 목표 인물의 인격을 더럽혔다. 상상할 수 있는 모든 범죄가 그에게 전가되었고, 가장 터무니없는 비난이 그럴듯함에 대한 고려 없이 제기되었다. 프란체스코 필렐포와 니콜로 페로티에 대한 포지오의 논쟁은 그를 유명한 학자들과 맞붙게 했다.

### 인본주의 서체

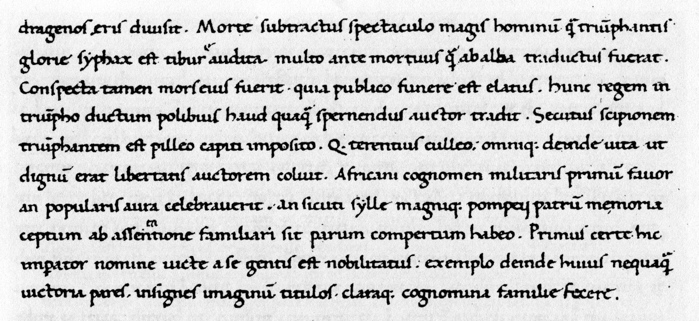
포지오의 필체 견본

포지오는 아름답고 읽기 쉬운 인쇄 서체로 유명했다. 베르톨드 루이스 울만은 그를 인본주의 미니어스큘이라는 글자체의 발명가로 지목했다. 이 글자체는 14세기 말에 로만체 서체를 탄생시켰고, 이는 오늘날에도 여전히 인기가 있다.
테레사 데 로베르티스(Teresa De Robertis)와 다른 학자들의 최근 연구에 따르면, 포지오 이전에 다른 서기들이 인본주의 소문자를 사용했음을 보여준다. 따라서 포지오가 새로운 서체를 발명한 것은 아니지만, 그는 이 서체가 개발된 직후에 가장 다작적이고 저명한 서기 중 한 명이었으며, 그의 영향력은 의심할 여지 없이 이탈리아 전역에 퍼지는 데 도움이 되었다.

## 작품
- Poggii Florentini oratoris et philosophi Opera : collatione emendatorum exemplarium recognita, quorum elenchum versa haec pagina enumerabit, Heinrich Petri ed., (apud Henricum Petrum, Basel, 1538)
- Poggius Bracciolini Opera Omnia, Riccardo Fubini ed., 4 vol. Series: Monumenta politica et philosophica rariora. (Series 2, 4–7; Torino, Bottega d'Erasmo, 1964–1969)
- Poggii Bracciolini Florentini Historiae de Varietate Fortunae Libri Quatuor, The Stories of Fortune's Vicissitudes, Latin and English, Leo Perlov transl. (Independently Published, 2023)
- Epistolae, Tommaso Tonelli ed. (3 vol., 1832–61); Riccardo Fubini ed. (1982, re-edition of vol. III of Opera Omnia)
- Poggio Bracciolini Lettere, Helen Harth ed., Latin and Italian, (3 vol., Florence: Leo S. Olschki, 1984–7)
- The Facetiae, Bernhardt J. Hurwood transl. (Award Books, 1968)
- 파세티아이 of Poggio and other medieval story-tellers, Edward Storer transl., (London: G. Routledge & Sons & New York: E.P. Dutton, 1928) Online version
- 필리스 굿하트 고르단 transl., Two Renaissance Book Hunters: The Letters of Poggius Bracciolini to Nicolaus De Niccolis (Columbia Un. Press, 1974, 1991)
- Beda von Berchem transl., The infallibility of the Pope at the Council of Constance; the trial of Hus, his sentence and death at the stake, in two letters, (C. Granville, 1930) (The authenticity of this work is in debate since the earliest edition discovered was in German in the 1840s.)[32]

## 더 읽어보기
- Albert Curtis Clark, "The Literary Discoveries of Poggio", Classical Review 13 (Cambridge, 1899) pp. 119–30.
- 윌리엄 셰퍼드, Life of Poggio Bracciolini (1837 edition available online), the most extensive and authoritative English-language biography to date.
- 게오르크 포이크트, Wiederbelebung des classischen Alterthums oder das erste Jahrhundert des Humanismus (3d ed., Berlin, 1893), gives a good description of Poggio's place in history.
- 존 애딩턴 시먼즈, The Renaissance in Italy (7 vol., Smith, Elder & Co, 1875–86), a historical perspective with a detailed description of Poggio's life.
- Ernst Walser, Poggius Florentinus: Leben & Werke (Berlin, 1914; Georg Olms, 1974; Nabu Press, 2011) 592 p. The most complete biography to-date, with more recent, accurate, and detailed information than William Shepherd's, but not translated into English.
- Riccardo Fubini & S. Caroti, eds., Poggio Bracciolini 1380–1980 - Nel VI centenario della nascita, Latin and Italian, (Florence: Sansoni, 1982)
- Riccardo Fubini, Humanism & Secularization: From Petrarch to Valla, transl. Martha King, (Duke Un. Press, 2003; original edition, Bulzoni, 1990)
- Riccardo Fubini, L'umanesimo italiano e i suoi storici: Origini rinascimentali, critica moderna, (F. Angeli, 2001)
- Riccardo Fubini, Italia quattrocentesca: Politica e diplomazia nell'eta di Lorenzo il Magnifico, (F. Angeli, 1994)
- Benjamin G Kohl; Ronald G Witt; Elizabeth B Welles, The Earthly republic : Italian humanists on government and society (Un. of Pennsylvania Press, 1978)
- Ronald G. Witt, "The Humanist Movement", in Thomas A. Brady, Jr., 헤이코 오베르만, & James D. Tracy, eds. Handbook of European History 1400-1600: Late Middle Ages, Renaissance & Reformation (E.J. Brill, 1995), pp. 93–125.
- Ronald G. Witt, In the Footsteps of the Ancients: The Origins of Humanism from Lovato to Bruni, Studies in Medieval and Reformation Thought, (ed. Heiko A. Oberman, E.J. Brill, 2000)
- Ronald G. Witt, Italian Humanism and Medieval Rhetoric, (Ashgate Variorum, 2002)
- Harald Braun, "In Defense of Humanist Aesthetics: Ronald G. Witt's Study of Early Italian Humanism", (H-Net Reviews, March 2003)
- Ronald G. Witt, The Two Latin Cultures and the Foundation of Renaissance Humanism in Medieval Italy (Cambridge Un. Press, March 2012)
- John Winter Jones, trans.,Travelers in Disguise: Narratives of Eastern Travel by Poggio Bracciolini and Ludovico de Varthema, (Harvard Un. Press, 1963), intr. by Lincoln Davis Hammond.
- John W. Oppel, The moral basis of Renaissance politics : a study of the humanistic political and social philosophy of Poggio Bracciolini, 1380-1459 (Ph.D. thesis, Princeton Un., 1972)
- Nancy S. Struever, The Language of history in the Renaissance : rhetoric and historical consciousness in Florentine Humanism (Princeton Un. Press, 1970)
- A. C. 드 라 마레, The handwriting of Italian humanists / Vol. I, fasc. 1, Francesco Petrarca, Giovanni Boccaccio, Coluccio Salutati, Niccolò Niccoli, Poggio Bracciolini, Bartolomeo Aragazzi of Montepulciano, Sozomeno of Pistoia, Giorgio Antonio Vespucci (Oxford University Press, 1973)
- Louis Paret, The annals of Poggio Bracciolini and other forgeries, (Augustin S.A., 1992)
- John Wilson Ross, Tacitus and Bracciolini. The Annals forged in the XVth century, (Diprose & Bateman, 1878)
- 앤서니 그래프턴, Commerce with the Classics: Ancient Books and Renaissance Readers, (Un. of Michigan Press, 1997)
- Anthony Grafton, Forgers and Critics: Creativity and Duplicity in Western Scholarship, (Princeton Un. Press, 1990)
- 스티븐 그린블랫, 《더 스워브: 세상이 어떻게 현대가 되었는가》(The Swerve: How the World Became Modern), (W.W. Norton, 2011). 포지오의 루크레티우스 《사물의 본성에 관하여》 발견.
- Douglas Biow, Doctors, Ambassadors, Secretaries: Humanism and Professions in Renaissance Italy (Un. of Chicago Press, 2002)A
- L.D. Reynolds & N.G. Wilson, Scribes and Scholars: A Guide to the Transmission of Greek and Latin Literature (Oxford Un. Press, 1968)
- Brian Richardson, Printing, Writers and Readers in Renaissance Italy, (Cambridge Un. Press, 1999)
- Ann Proulx Lang, Poggio Bracciolini's De Avaritia - A Study in 15th-century Florentine Attitudes Toward Avarice and Usury (Thesis, M.A., Sir George Williams Un., Montreal, 1973). Examination of the economic aspects of Poggio's Florentine life.
- Remgio Sabbadini, Le scoperte dei codici latini e greci ne' secoli 14 e 15, Florence: G. C. Sansoni, 1914. Discoveries of Latin and Greek codices in the 14th and 15th centuries.